# 653

## Събития
- Папа Мартин I е арестуван от император Констант II.
- Ариперт I става крал на лангобардите.

## Починали
- Убит Родоалд, крал на лангобардите
- Хиндасвинт, крал на вестготите